# Yanjing, Li
Yanjing är en köpinghuvudort i Kina. Den ligger i provinsen Hunan, i den södra delen av landet, omkring 220 kilometer nordväst om provinshuvudstaden Changsha. Antalet invånare är 14 904. Befolkningen består av 7 363 kvinnor och 7 541 män. Barn under 15 år utgör 11,0 %, vuxna 15-64 år 75 %, och äldre över 65 år 13,0 %.
Runt Yanjing är det tätbefolkat, med 459 invånare per kvadratkilometer. Närmaste större samhälle är Zhangzhuangpu, 17,4 km öster om Yanjing. Trakten runt Yanjing består till största delen av jordbruksmark.
Genomsnittlig årsnederbörd är 1 565 millimeter. Den regnigaste månaden är maj, med i genomsnitt 222 mm nederbörd, och den torraste är december, med 22 mm nederbörd.